# Dicallaneura sariba
Dicallaneura sariba är en fjärilsart som beskrevs av Hans Fruhstorfer 1914. Dicallaneura sariba ingår i släktet Dicallaneura och familjen Riodinidae. Inga underarter finns listade i Catalogue of Life.